# Leptorchis
Leptorchis là một chi thực vật có hoa trong họ Lan.